# Departamento de Transporte de Nuevo México

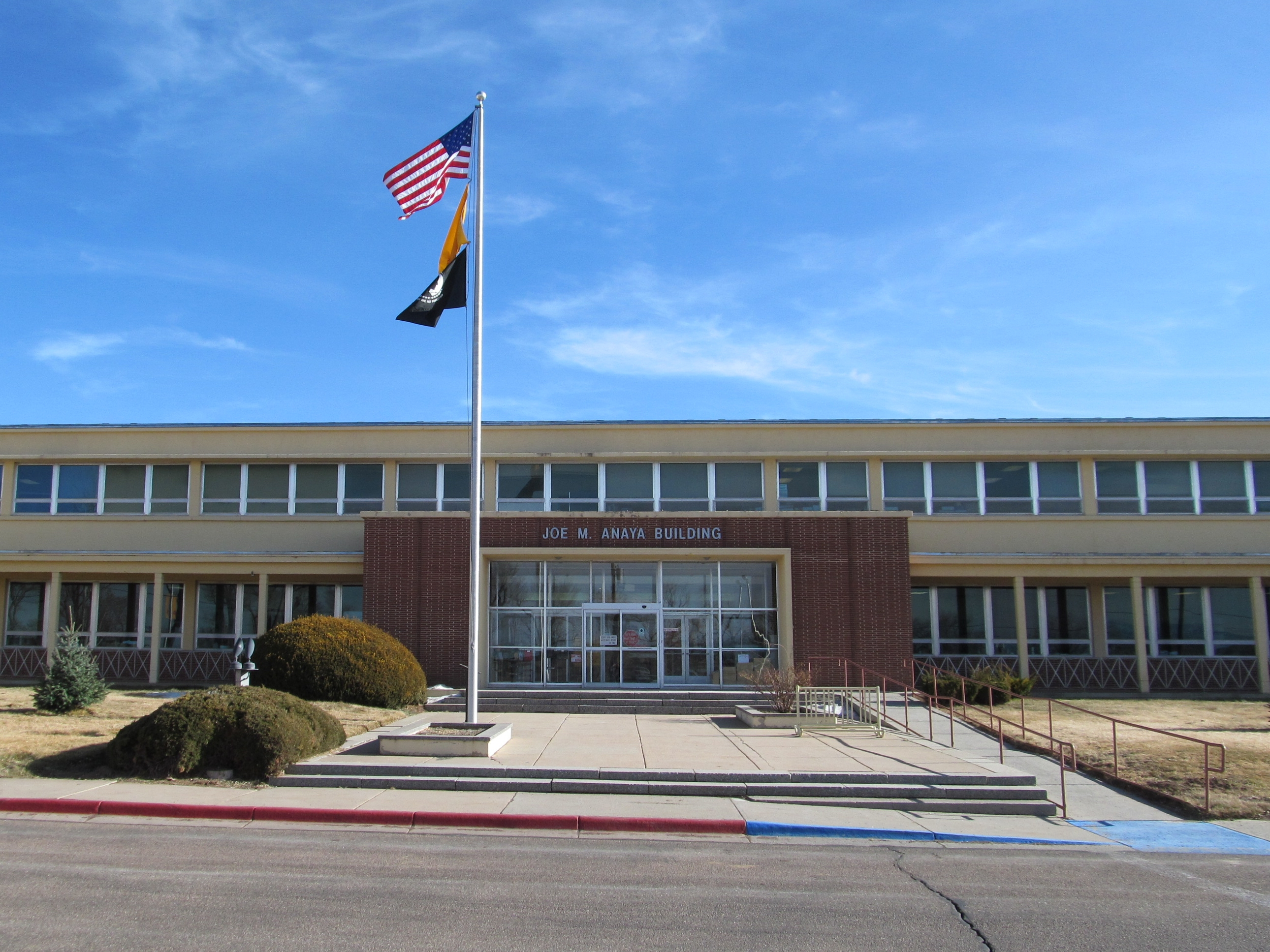
Edificio Joe M. Anaya, la sede

El Departamento de Transporte de Nuevo México (en inglés: New Mexico Department of Transportation, NMDOT) es la agencia estatal gubernamental encargada en la construcción y mantenimiento de toda la infraestructura ferroviaria, carreteras estatales; así como las federales, locales e interestatales, y transporte aéreo del estado de Nuevo México. La sede de la agencia se encuentra ubicada en el Edificio Joe M. Anaya en Santa Fe, y su actual director es Alvin Dominguez. El departamento cuenta con 6 distritos.